# Taenogerella elizabethae
Taenogerella elizabethae är en tvåvingeart som beskrevs av Winterton, Irwin och Yeates 1999. Taenogerella elizabethae ingår i släktet Taenogerella och familjen stilettflugor. Inga underarter finns listade i Catalogue of Life.